# Ajman Stadium
Ajman Stadium – stadion piłkarski w Adżmanie, w Zjednoczonych Emiratach Arabskich. Obiekt może pomieścić 10 000 widzów. Swoje spotkania rozgrywają na nim piłkarze Ajman Club.